# Brocchinia acuminata
Brocchinia acuminata ist eine Art aus der Gattung der Brocchinia. Sie ist eine Ameisenpflanze.

## Beschreibung
Brocchinia acuminata erreicht Wuchshöhen bis zu 2 Meter. Die Blätter stehen in einer zwiebelartigen Rosette mit einem Durchmesser von 25 Zentimeter und einer Länge von bis zu 80 Zentimeter. Die Blattscheiden sind elliptisch und haben einen Durchmesser von bis zu 20 Zentimetern, sind dunkel kastanienbraun, die Einzelblätter liegen dicht aufeinander, ihre Spreiten sind 2 bis 4 Zentimeter breit und glatt. Zwischen ihren Ansätzen finden sich Wurzeln, die die Absorption anfallender Nährstoffe unterstützen.
Die Blütenstandsachse ist gerade, mit einem Durchmesser von rund 2 Zentimetern, die Tragblätter sind blattartig, bei den oberen sind die Blattscheiden kürzer als die Internodien. Die Tragblätter, deren Achseln die Blütenstände entspringen, sind annähernd blattartig, jene hingegen, deren Achseln die annähernd ungestielten Blüten entspringen, sind breit dreieckig. Der Blütenstand ist eine üppige, lockere Rispe, glatt und bis zu einem Meter lang.
Die Blüten sind auseinanderweisend, 9 bis 12 Millimeter lang, die kappenartigen, rund 4,5 Millimeter langen Kelchblätter sind breit eiförmig und am Ende stumpf, die Kronblätter sind schmal umgekehrt-eiförmig. Der Fruchtknoten ist zylindrisch und unterständig.

## Verbreitung und Ökologie
Brocchinia acuminata ist die am weitesten verbreitete Art der Gattung. Die Art ist beheimatet in Venezuela und Guayana auf den Gipfeln einiger Tepuis in der Sierra Maigualida sowie auf den Plateaus im südöstlichen Kolumbien in Höhenlagen von 600 bis 2100 Metern.
Sie wächst dort zwischen Buschwerk, an den Rändern von Sümpfen und in Nebelwäldern, gelegentlich sogar im Unterholz. Brocchinia acuminata besiedelt Granit-, Lava- und Sandsteinböden gleichermaßen und zeigt damit eine hohe Standorttoleranz relativ zu anderen Arten der Gattung.
Es handelt sich bei ihr um eine sogenannte Ameisenpflanze. In der geschwollenen Blattbasis leben in rund 50 % aller Fälle Ameisenkolonien aus der Gattung Camponotus, deren Exkremente, aber auch Kadaver und Ähnliches den Pflanzen dann als zusätzliche Nährstoffquelle dienen.

## Nachweise
- Lyman B. Smith: The Bromeliaceae of Colombia, Contributions From The United States National Herbarium, Vol. 33, 1957, S. 82, Online
- Thomas J. Givnish, Kenneth J. Sytsma, James F. Smith, William J. Hahn, David H. Benzing, Elizabeth M. Burkhardt: Molecular evolution and adaptive radiation in Brocchinia (Bromeliaceae: Pitcairnioideae) atop tepuis of the Guayana Shield, in: Thomas J. Givnish, Kenneth J. Sytsma (Hrsg.): Molecular Evolution and Adaptive Radiation,  Cambridge, 2000, ISBN 0-521-77929-4